# Lee Sandales
Lee Sandales ist ein Szenenbildner und Artdirector, der bei der Oscarverleihung 2012 für seine Arbeit bei Gefährten zusammen mit Rick Carter für den Oscar in der Kategorie Bestes Szenenbild nominiert war. Er wurde für diesen Film zusammen mit Carter 2012 auch für einen British Academy Film Award in der Kategorie Bestes Szenenbild nominiert. 2016 wurde er zusammen mit Carter und Darren Gilford mit Star Wars: Das Erwachen der Macht für einen weiteren British Academy Film Award nominiert. 2020 folgte eine weitere Oscarnominierung und eine BAFTA-Auszeichnung für seine Arbeit an 1917. Eine dritte Oscar-Nominierung und seine erste Auszeichnung erhielt er 2025 für Wicked.

## Filmografie (Auswahl)
- 1997: Ein Fall für die Borger (The Borrowers)
- 1999: David Copperfield (Fernseh-Mehrteiler)
- 1999: Fanny und Elvis (Fanny and Elvis)
- 1999: Das schnelle Geld – Die Nick Leeson-Story (Rogue Trader)
- 2000: Chocolat – Ein kleiner Biss genügt (assistant set decorator)
- 2000: Best
- 2000: Love, Honour and Obey
- 2001: Die Liebe der Charlotte Gray (Charlotte Gray)
- 2001: Harry Potter und der Stein der Weisen (Harry Potter and the Philosopher’s Stone)
- 2001: The Mystic Masseur
- 2002: Harry Potter und die Kammer des Schreckens (Harry Potter and the Chamber of Secrets)
- 2004: Harry Potter und der Gefangene von Askaban (Harry Potter and the Prisoner of Azkaban)
- 2005: Harry Potter und der Feuerkelch (Harry Potter and the Goblet of Fire)
- 2005: Charlie und die Schokoladenfabrik (Charlie and the Chocolate Factory)
- 2005: Geliebte Lügen (Separate Lies)
- 2006: Breaking and Entering – Einbruch & Diebstahl (Breaking and Entering)
- 2006: Children of Men
- 2006: James Bond 007: Casino Royale (Casino Royale)
- 2007: Das Vermächtnis des geheimen Buches (National Treasure: Book of Secrets)
- 2007: Der goldene Kompass (The Golden Compass)
- 2008: Blown Apart (Incendiary)
- 2010: Sex and the City 2
- 2010: Green Zone
- 2011: Gefährten (War Horse)
- 2011: Blitz – Cop-Killer vs. Killer-Cop (Blitz)
- 2012: Zorn der Titanen (Wrath of the Titans)
- 2014: Maleficent – Die dunkle Fee (Maleficent)
- 2015: Star Wars: Das Erwachen der Macht (Star Wars: The Force Awakens)
- 2016: Rogue One: A Star Wars Story
- 2016: Solo: A Star Wars Story
- 2019: 1917
- 2020: Die fantastische Reise des Dr. Dolittle (Dolittle)
- 2024: Wicked